# Wangdaodeïta
La wangdaodeïta és un mineral de la classe dels òxids.

## Característiques
La wangdaodeïta és un òxid de fórmula química FeTiO₃. És un dimorf de la ilmenita. Va ser aprovada com a espècie vàlida per l'Associació Mineralògica Internacional l'any 2016. Cristal·litza en el sistema trigonal i la seva simetria és 3m - ditrigonal piramidal.

## Formació i jaciments
Va ser descoberta al meteorit Suizhou, una condrita L6. En realitat no es tracta d'un únic element sinó d'una pluja de 12 pedres amb un pes total de 70 kg, que van caure el 15 d'abril de 1986 a Xihe, al sud-est de la ciutat de Suizhou, al Districte de Zengdu (Província de Hubei, Xina). En aquest meteorit s'han identificat fins a 20 espècies minerals diferents, tres d'elles trobades aquí per primera vegada de la mateixa manera que la wangdaodeïta: la tuïta i la xieïta. És l'únic indret on ha estat trobada aquesta espècie mineral.